# KIAA0409
KIAA0409‏ (Ribosomal RNA processing 8) هوَ بروتين يُشَفر بواسطة جين KIAA0409 في الإنسان.